# Peter Eich (Althistoriker)
Peter Eich (* 6. Januar 1970 in Köln) ist ein deutscher Althistoriker und Epigraphiker.
Peter Eich studierte seit dem Wintersemester 1989/90 Geschichte und Latein an der Universität zu Köln und legte im November 1995 das erste Staatsexamen ab. Von 1997 bis 2007 war er wissenschaftlicher Mitarbeiter an der Universität Köln. 2002 wurde Eich in Köln bei Werner Eck promoviert. 2007 habilitierte er sich in Köln; im selben Jahr wurde er zum Juniorprofessor für „Kultur der Antike“ an der Universität Potsdam ernannt. Seit dem Wintersemester 2010/11 ist Eich W3-Professor für Alte Geschichte mit Schwerpunkt Römische Geschichte und Historische Anthropologie an der Albert-Ludwigs-Universität Freiburg. Im Jahr 2016 lehnte er einen Ruf an die Universität Potsdam auf eine W3-Professur für Geschichte des Altertums ab.
Eich ist seit 2017 Mitherausgeber der altertumswissenschaftlichen Fachzeitschrift Gnomon. Er ist ordentliches Mitglied des Deutschen Archäologischen Instituts, seit 2018 zudem Mitglied der Heidelberger Akademie der Wissenschaften. Ferner wurde er in den wissenschaftlichen Beirat der Kommission für Alte Geschichte und Epigraphik gewählt. Er forscht vor allem zur Sozial- und Verwaltungsgeschichte, insbesondere der römischen Kaiserzeit und der Spätantike. Sein älterer Bruder Armin Eich ist ebenfalls Althistoriker.

## Schriften (Auswahl)
Monographien
- Zur Metamorphose des politischen Systems in der römischen Kaiserzeit. Die Entstehung einer „personalen Bürokratie“ im langen dritten Jahrhundert (= Klio Beihefte. Neue Folge, Band 9). Akademie-Verlag, Berlin 2005, ISBN 3-05-004110-2 (vollständig zugleich: Dissertation, Universität Köln 2001–2002).
- Gottesbild und Wahrnehmung. Studien zu Ambivalenzen früher griechischer Götterdarstellungen (ca. 800 v. Chr. – ca. 400 v. Chr.) (= Potsdamer Altertumswissenschaftliche Beiträge. Band 34). Steiner, Stuttgart 2011, ISBN 3-515-09855-0 (zugleich: Habilitationsschrift, Universität Köln 2007).
- Gregor der Große. Bischof von Rom zwischen Antike und Mittelalter. Schöningh, Paderborn 2016, ISBN 3-506-78370-X.
- mit Armin Eich und Werner Eck: Die Inschriften von Sagalassos. Band 1 (= Inschriften griechischer Städte aus Kleinasien. Band 70). Rudolf Habelt, Bonn 2018, ISBN 978-3-7749-4122-9.

Herausgeberschaften
- mit Sebastian Schmidt-Hofner, Christian Wieland: Der wiederkehrende Leviathan. Staatlichkeit und Staatswerdung in Spätantike und Früher Neuzeit (= Akademie-Konferenzen, Heidelberger Akademie der Wissenschaften. Band 4). Winter, Heidelberg 2011, ISBN 3-8253-5667-1.
- mit Eike Faber: Religiöser Alltag in der Spätantike (= Potsdamer Altertumswissenschaftliche Beiträge. Band 44). Franz Steiner, Stuttgart 2013, ISBN 978-3-515-10442-5.
- mit Katharina Wojciech: Die Verwaltung der Stadt Rom in der Hohen Kaiserzeit. Formen der Kommunikation, Interaktion und Vernetzung (= Antike Imperien. Band 2). Ferdinand Schöningh, Paderborn 2018, ISBN 978-3-506-79251-8.